# Roetersstraat

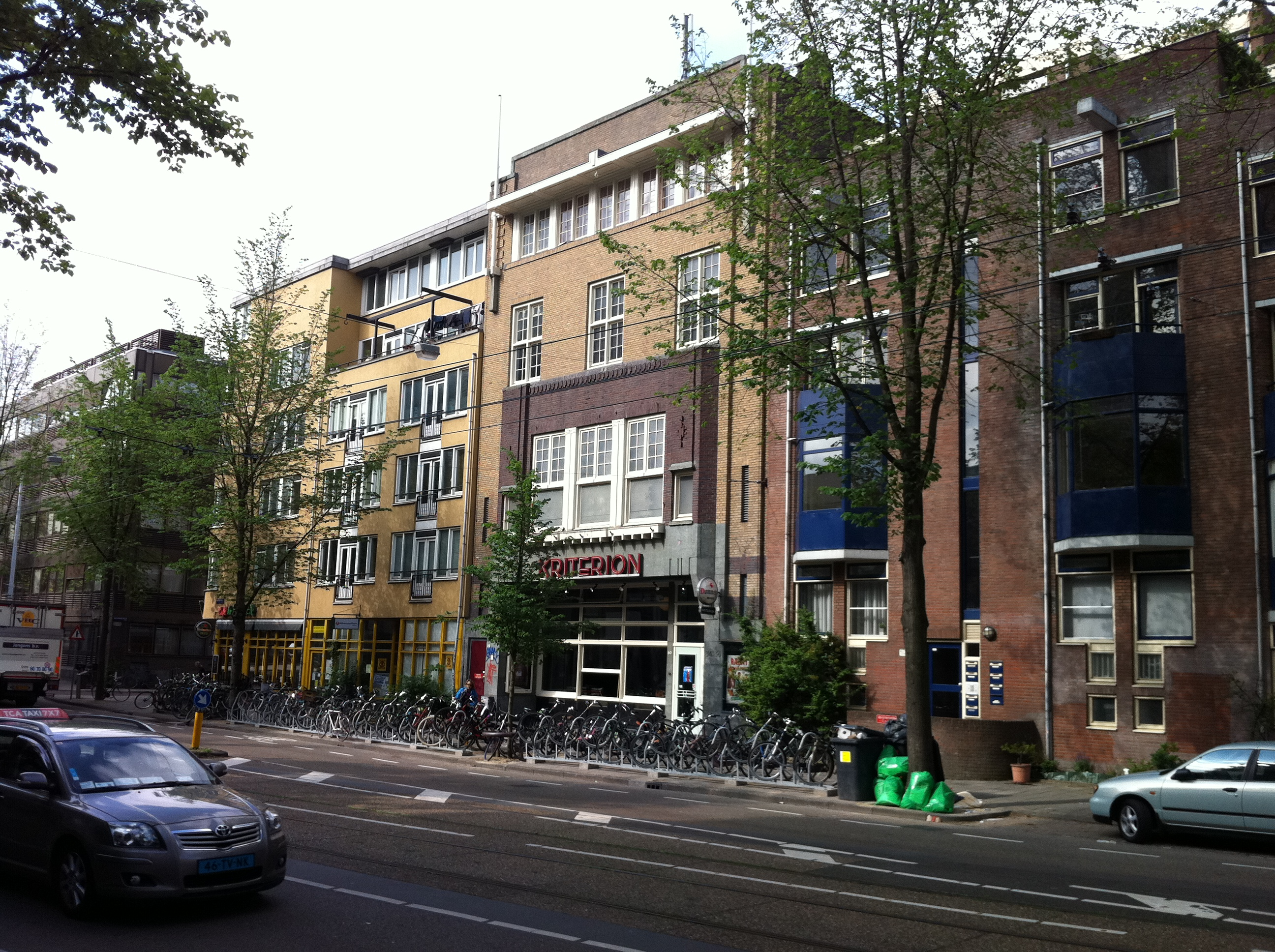
Filmtheater Kriterion aan de Roetersstraat

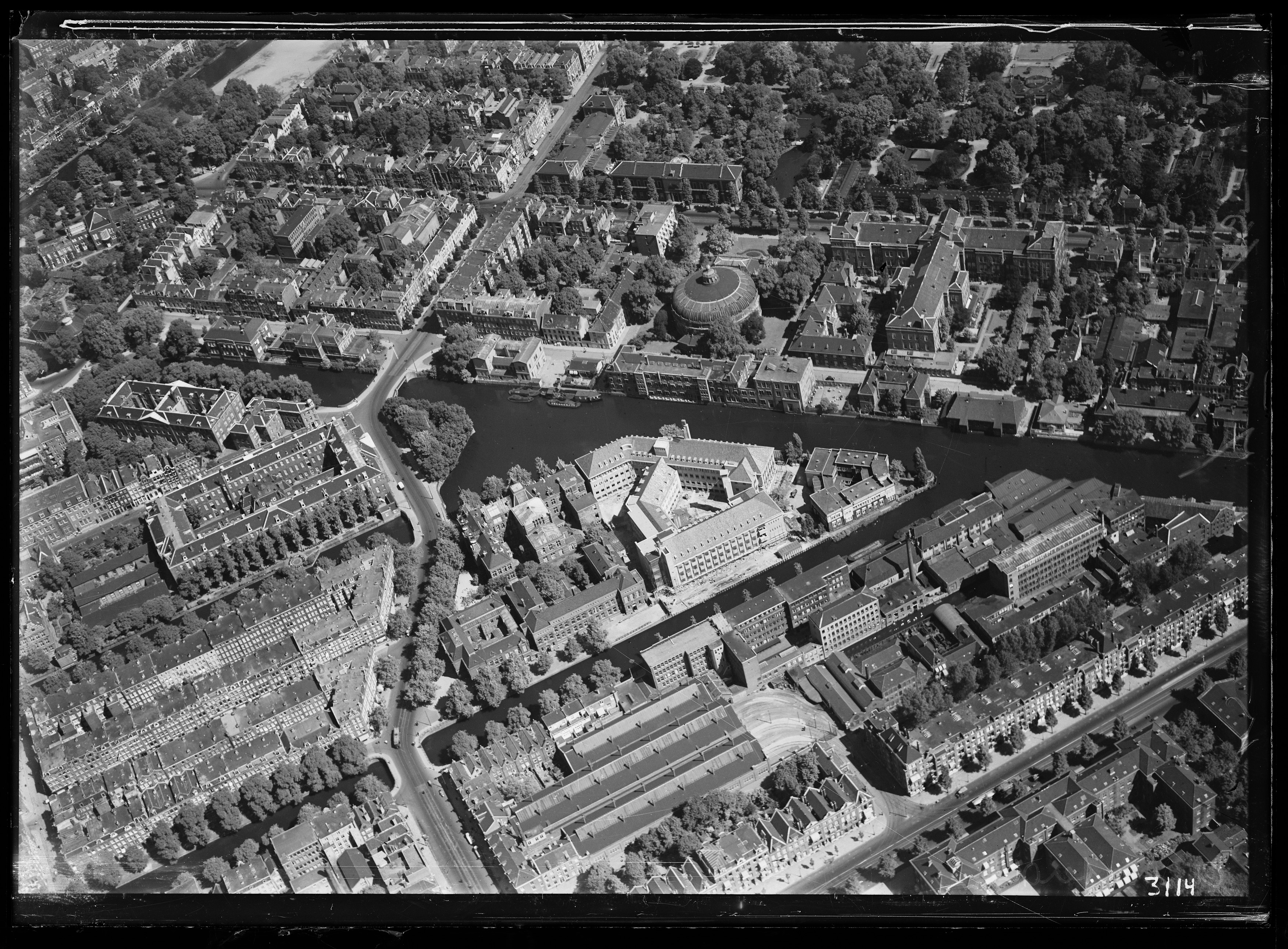
Luchtfoto van de Roetersstraat en omgeving, gezien in noordelijke richting. In het midden onder de Roetersstraat. In het midden van links naar rechts de Plantage Muidergracht. Daarachter de Plantagebuurt; circa 1930. Luchtvaartafdeeling, 1920-1940.

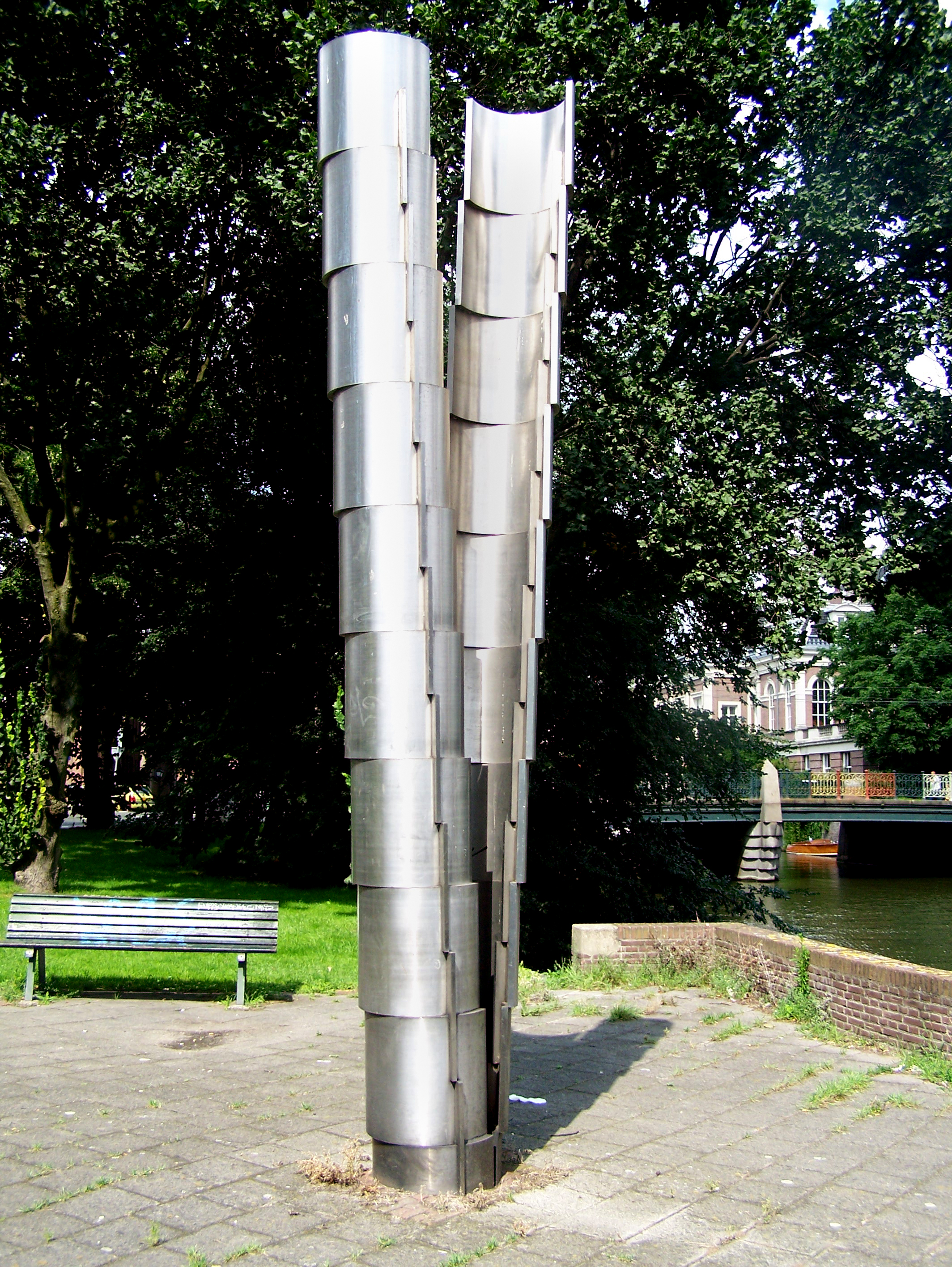
Zuil (1970), André Volten, Roetersstraat

De Roetersstraat is een Amsterdamse straat, die de Sarphatistraat verbindt met de Plantage Kerklaan, in de Plantagebuurt in het oostelijk deel van de grachtengordel. De Roetersstraat kruist de Valckenierstraat, de Nieuwe Achtergracht en de Nieuwe Prinsengracht en grenst aan de Nieuwe Kerkstraat en de Nieuwe Keizersgracht. De Roetersstraat is genoemd naar Hendrik Roeters (1617-1699), in 1673 schout van de stad Amsterdam en eigenaar van het Roeterseiland.
De zuidelijk gedeelte van de straat, tussen Nieuwe Achtergracht en Valckenierstraat (Nieuwe Lijnbaansgracht), is aangelegd op een gedempte gracht die in 1832 de Roetersgracht en in 1842 de Roetersburgwal genoemd.

## Ouderen
Het woord Roetersstraat is in het Amsterdamse spraakgebruik vanouds verbonden met ouderenzorg.
- In het voormalige spinhuis: het Nieuwe Werkhuis uit 1782 aan de Roetersstraat 2, is het naar Samuel Sarphati vernoemde verpleeghuis het Dr. Sarphatihuis gevestigd.
- Aan de Roetersstraat op de hoek van de Nieuwe Kerkstraat 159 en de Nieuwe Keizersgracht, is in het voormalige huis voor oude mannen en vrouwen van de Evangelisch-Luthers Diaconie uit 1772, het verpleeghuis Wittenberg.

## Studenten
- Op het Roeterseiland aan de Roetersstraat staan gebouwen van de Universiteit van Amsterdam, met daarin ook mensa Agora.
- Het door werkstudenten gerunde café / Filmtheater Kriterion, staat aan de Roetersstraat 170. Het is voor een groot deel gevestigd in het voormalige verenigingsgebouw van de Handwerkers Vriendenkring.

## Verzet
De drie bruggen in de Roetersstraat zijn vernoemd naar mensen die tijdens de Tweede Wereldoorlog door hun verzet levens redden.
- De Ben Polakbrug (brug 258) over de Nieuwe Prinsengracht draagt de naam van wethouder, huisarts en verzetsstrijder Ben Polak (1913-1993).
- De Lau Mazirelbrug (brug 259) over de Plantage Muidergracht naar de Plantage Kerklaan is vernoemd naar de juriste en verzetsstrijdster Lau Mazirel (1907–1974).
- De Halverstadbrug (brug 260) over de Nieuwe Achtergracht is vernoemd naar de econoom en verzetsstrijder Felix Halverstad.

## Tram
Tussen 1904 en 2006 hebben (o.a.) de tramlijnen 6, 7, 10 en 20 door de Roetersstraat gereden. De tramsporen zijn hier nu nog alleen in gebruik voor omleidingen. Bijzonder is dat de sporen over de drie bruggen in de straat zowel horizontaal als verticaal kleine boogstralen hebben.
Remise Roetersstraat was een hoofdremise van de Gemeentetram Amsterdam. De remise was voor de elektrische tramexploitatie in gebruik van 1904-1952. Op het vrijgekomen terrein verscheen later het complex Roeterseiland met de nieuwe hoogbouw van de Universiteit van Amsterdam (gebouw Roetersstraat 25) en de omgeving werd onherkenbaar veranderd.